# Бакшеєв Микола Сергійович
Микола Сергійович Бакшеєв (1 травня 1911, Стариково — 3 жовтня 1974, Київ) — український радянський акушер-гінеколог, доктор медичних наук (з 1951 року), професор (з 1952 року), член-кореспондент АМН СРСР (з 1966 року).

## Біографія
Народився 1 травня 1911 року в селі Стариковому Курської губернії (тепер Шебекинського району Бєлгородської області) у великій селянській родині. Коли хлопчикові було 9 років (за іншими даними — 11 років), на його очах односельчанин убив батька. Всіх дітей віддали на виховання рідні — Микола потрапив до тітки, яка була черницею. Багато років майбутній видатний гінеколог прожив у келії з тіткою. Потім старший брат взяв на себе функції батька: самостійно виховав і дав освіту всім дітям.
В 1933 році закінчив Харківський медичний інститут і залишився працювати у ньому. Микола Сергійович сам вибрав медицину, хотів стати хірургом, але місць не виявилося. Тоді його товариш сказав, що є місце акушера-гінеколога, і молодий лікар міг би попрацювати, очікуючи місця в хірургії. Так Микола Сергійович потрапив на кафедру акушерства та гінекології при Харківському інституті. Зі слів онука Сергія Бакшеєва спочатку акушерство дідусеві зовсім не подобалося.
Незабаром був призваний до лав Червоної армії, де захворів на туберкульоз легень. Після демобілізації повернувся додому до Харкова, до роботи на кафедрі акушерства та гінекології, виконав кандидатську дисертацію і успішно захистив її в 1941 році. Після захисту дисертації терміново відправився до Ялти на лікування, в санаторій для хворих на туберкульоз.
Влітку 1941 року, з початком німецько-радянської війни, повернувся до Харкова, де продовжив лікування. Восени німці окупували місто, і Микола Сергійович опинився на окупованій території. Працював в лікарні акушером-гінекологом, допомагав підпільникам. Пройшов дві окупації Харкова, працюючи в госпіталях. Був у комісії з вивезення людей до Німеччини і намагався рятувати людей, ставлячи неіснуючі діагнози — це дозволяло їм залишатися у Харкові. Його товариша — фтизіатра, який поставив «липовий» туберкульоз, після перевірки німецькими фахівцями прилюдно розстріляли. Після відвоювання міста керівництвом держави був нагороджений медаллю «Партизан Великої Вітчизняної війни».
В 1943–1948 роках — асистент кафедри акушерства і гінекології Харківського медичного інституту, в 1948–1950 роках — доцент Львівського медичного інституту. Там і почав роботу над докторською дисертацією — проводив дослідження препарату граміцидин «С». Це був вітчизняний антибіотик, отриманий у лабораторних умовах у Москві і не затверджений фармакологічним комітетом. Під час роботи над дисертацією науковець переніс експериментальний сепсис — кролик, якому він вводив високовірулентні штами мікроба, розірвав рукавичку і поранив руку. Його опоненти запитували: «Коля, куди ти поспішаєш, ти ще такий молодий?». При підрахунку голосів не вистачило одного голосу. У Львові в той час була дуже напружена ситуація — у клініку Микола Сергійович уночі виїжджав тільки з охороною. До того ж Бакшеєв, який був родом із Бєлгородської області, не дуже добре говорив українською.
З 1950 по 1959 рік завідував кафедрою акушерства і гінекології Ужгородського університету і водночас був деканом лікувального факультету. В 1951 році захистив докторську дисертацію на тему «Застосування граміцидину „С“ в акушерстві і гінекології». До недавнього часу всі пізні переривання вагітності здійснювалися за методикою Бакшеєва за допомогою граміцидину «С».
В 1959–1974 роках — завідував кафедрою акушерства і гінекології Київського медичного інституту.
З 1959 року — головний акушер-гінеколог МОЗ УРСР.

Могила Миколи Бакшеєва

Був одружений із Аглаєю Олександрівною Манжуловською, онкогінекологом, котра перша в Радянському Союзі зробила пересадку кісткового мозку. Її дисертація була присвячена профілактиці порушень гемопоезу у пацієнтів із раком яєчників перед хіміотерапією. Ідея полягала в тому, щоб перед «хімією» брати у пацієнток кістковий мозок, консервувати його і потім підсаджувати, відновлюючи таким чином кровотворення. Це були 60-ті роки. Аглая Бакшеєва перша запропонувала створити банк кісткового мозку. Проект був розглянутий на державному рівні. Але виявилося, що таке зберігання обійдеться у 25 карбованців на рік, а це були дуже великі гроші для країни, і від проекту відмовилися. Багато років потому, коли Аглая Олександрівна була вже дуже старенькою, їй із Японії надійшов лист про те, що знайдено її роботи, з яких і з'ясувалося, що вона практично перша в світі запропонувала працювати зі стовбуровими клітинами, хоч такого поняття тоді не існувало.
Після двох позаматкових вагітностей Аглаї Олександрівни сім'я вирішила усиновити дитину — сина Миколу (1950 по 1988 рр.), який також став акушером-гінекологом і працював у Київському пологовому будинку № 5.
Онук — Сергій Миколайович Бакшеєв, акушер-гінеколог Київського пологового будинку № 3.
Правнуки — Олександр, Дарина, Микола.
Помер в Києві 3 жовтня 1974 року. Похований на Байковому кладовищі.

## Наукова і громадська діяльність
Автор близько 230 наукових праць, у тому числі 14 монографій і навчальних посібників. Праці присвячені фізіології і патології скоротливої функції матки, реанімації в акушерстві та гінекології, онкології та інше. Під його керівництвом виконано 20 докторських дисертацій і 52 кандидатські.
Був Головою правління Українського товариства акушерів-гінекологів, членом президії і заступником голови Всесоюзного товариства акушерів-гінекологів, відповідальним секретарем журналу «Педіатрія, акушерство та гінекологія», членом редколегії журналу «Акушерство и гинекология».

## Відзнаки
Лауреат премій імені В. С. Груздєва (за 1972 рік), премій імені В. Ф. Снєгірьова та імені О. В. Палладіна (посмертно, 1976). Нагороджений медаллю «Партизану Вітчизняної війни» II ступеня.